# Stazione di Pescara Centrale (FEA)
La stazione di Pescara Centrale (FEA) era una fermata ferroviaria posta lungo la linea ferroviaria a scartamento ridotto Pescara-Penne. Il piccolo edificio ancora oggi presente funzionava come biglietteria, e fu realizzato nel 1934 su progetto di Gino Franzi, cinque anni dopo l'attivazione della linea. Fu chiusa, insieme alla linea ferroviaria, il 20 giugno 1963; situata in piazza della Repubblica, serviva il centro di Pescara e l'adiacente ex fabbricato della stazione Pescara Centrale della ferrovia Adriatica (al tempo gestita da FS). Nel 2012 l'edificio è stato pesantemente ristrutturato riportandolo alle forme originarie, perse nelle varie ristrutturazioni subite nel corso del tempo. Oggi l'ex stazione è adibita a biglietteria dell'azienda di trasporto pubblico locale.